# Portaavions Sōryū
El Sōryū (japonès: 蒼龍 Drac blau marí) va ser un portaavions de la Marina Imperial Japonesa durant la Segona Guerra Mundial, que va participar en l'atac a Pearl Harbor i a la batalla de Midway. Va ser construït a les drassanes de la Marina a Kure, sent comissionat el 29 de desembre de 1937.
A inicis de la Guerra del Pacífic, sent comandat pel capità Yanagimito Ryusaku, el Sōryū va ser un dels sis portaavions que formaven la Kido Butai (Força de Xoc) que van atacar la base de Pearl Harbor el 7 de desembre de 1941. Es van llançar dues onades d'avions contra la base naval americana, sent els primers objectius l'USS Nevada, l'USS Tennessee i el USS West Virginia, sent atacats amb bombes perforants, mentre que al USS Utah, USS Helena, USS California i USS Raleigh se'ls torpedinà. Els caces d'escorta van destruir a terra els avions de Barbers Point. La segona onada atacà al California, al Raleigh, la població de Kaneohe i instal·lacions portuàries.

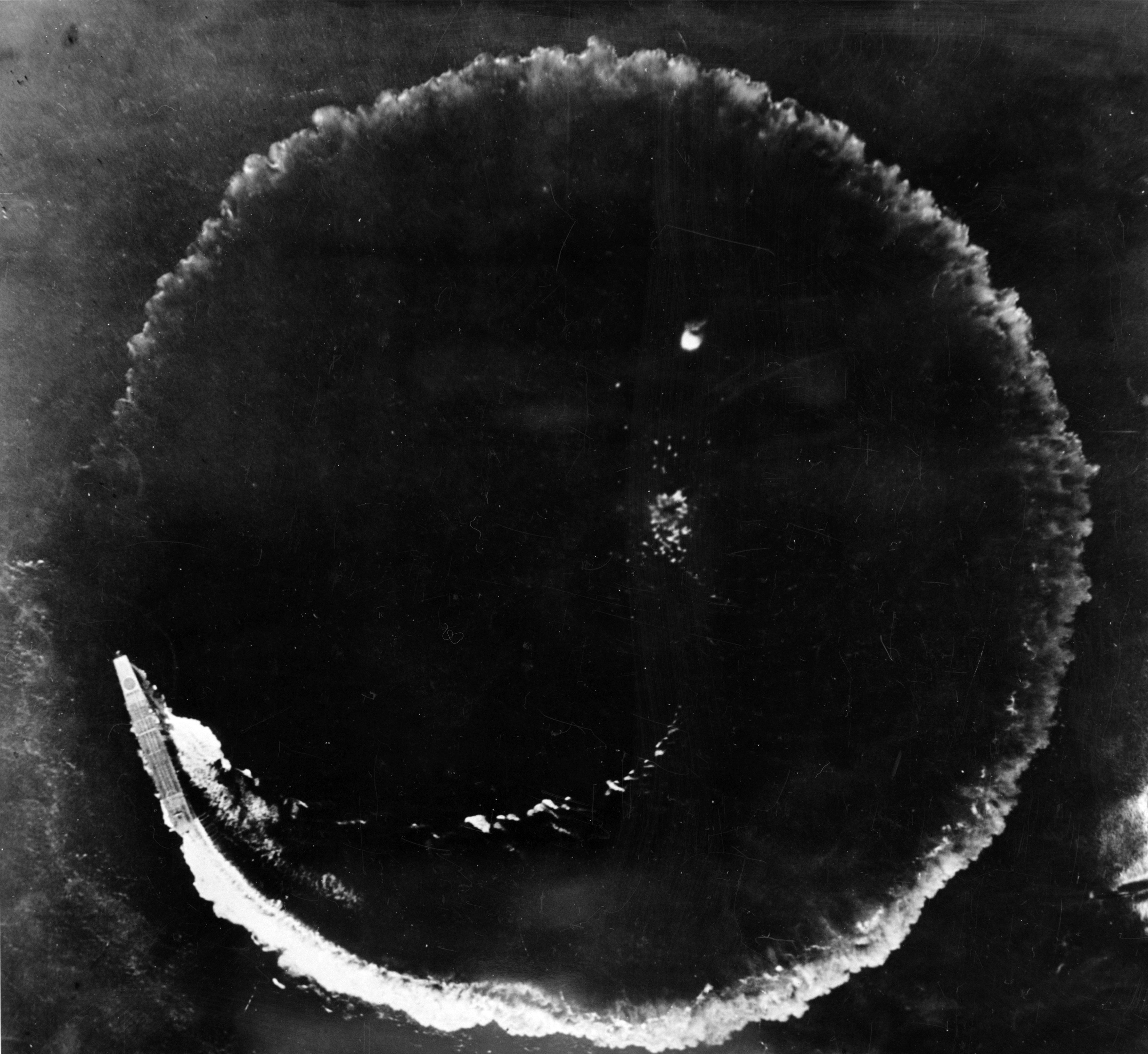
El Sōryū sota atac el 4 de juny de 1942

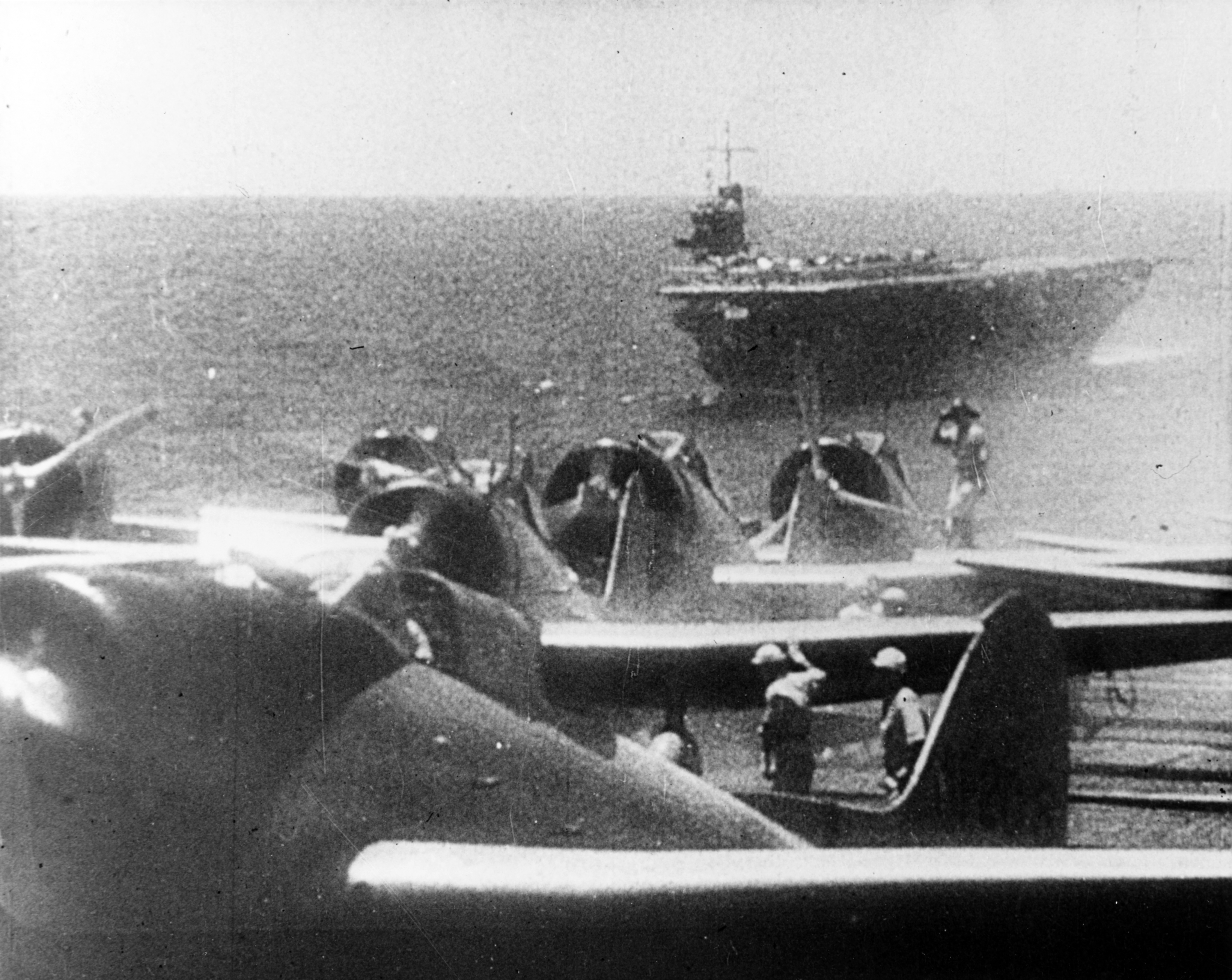
El Sōryū durant l'apropament a Pearl Harbor, desembre de 1941

Des del 21 al 23 de desembre de 1941, el Sōryū va ser desviat del seu rumb cap al Japó, llançant diversos atacs aeris amb el Hiryu contra l'illa de Wake, per així afeblir les seves defenses.
El gener de 1942 recolzà la invasió de les illes Palau i participà en la batalla d'Ambon. El 19 de febrer de 1942 participà en bombardeig de Darwin, a Austràlia i, finalment, participà en la batalla del mar de Java al mes de març, contribuint a enfonsar el petrolier USS Pecos.
L'abril del 1942 participà en l'atac de l'oceà Índic, atacant bases de la Royal Navy a Colombo i Trincomalee (Ceilan), recolzant a enfonsar els creuers HMS Cornwall i HMS Dorsetshire, el portaavions HMS Hermes i el destructor australià d'escorta HMAS Vampire. El 19 d'abril de 1942 perseguí als portaavions nord-americans USS Hornet i USS Enterprise, després que llencessin la incursió Doolittle, però no aconseguí establir-hi contacte.
Al juny de 1942, el Sōryū era un dels sis portaavions del vicealmirall Nagumo a la batalla de Midway. El 4 llançà una onada d'avions contra la base americana de l'atol Midway. A les 10:25, mentre que es preparava per a llençar un segon atac contra un grup de portaavions estatunidencs, va ser atacat per 13 bombarders en picat del USS Enterprise, dirigits pel capità Clarence McKlusky.
El Sōryū rebé 3 impactes directes a un dels seus ascensors, iniciant-se incendis que van fer explotar els aparells amb l'armament preparat i els dipòsits plens que es trobaven als hangars. A les 10:40, el portaavions es va detenir, i la tripulació supervivent va ser evacuada pels destructors Isokaze i Hamakaze. El Sōryū s'enfonsà les 19:13 amb la pèrdua de 718 membres de la tripulació, incloent amb el capità Ryusaku, que escollí enfonsar-se amb el seu vaixell.